# Wilhelmshöher Kriegskarten

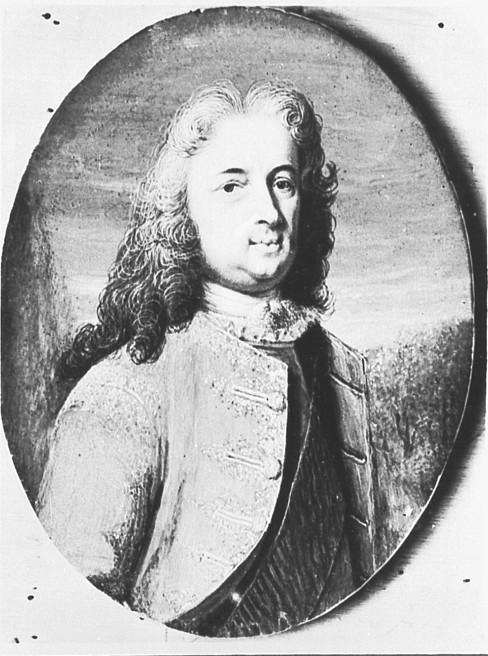
Landgraf Karl von Hessen-Kassel

Bei den Wilhelmshöher Kriegskarten handelt es sich um eine Sammlung von fast 3000 Karten im Hessischen Staatsarchiv Marburg, die einen Zeitraum von 150 Jahren umfasst. Sie wurde um 1700 von Landgraf Karl angelegt und bis Anfang des 19. Jahrhunderts geführt; einzelne Karten wurden noch später hinzugefügt. Die Karten sind in 44 Bänden gebunden, von denen die meisten das Format 100 × 65 cm haben.
Die Wilhelmshöher Kriegskarten dokumentieren Kriegsschauplätze in Europa und Nordamerika seit dem Dreißigjährigen Krieg bis zu den Amerikanischen Befreiungskriegen und den Napoleonischen Kriegen. Die Qualität ist sehr unterschiedlich von Blättern, die zu Übungszwecken in der Kartografen-Ausbildung gezeichnet wurden, bis hin zu voll ausgearbeiteten Karten. Meistens handelt es sich um Handzeichnungen, daneben aber auch um Holzschnitte, kolorierte und nicht-kolorierte Kupferstiche und Lithografien. Die einzelnen Blätter zeigen geografische Karten, Schlachtenverlaufskarten und Manöverpläne, Geschützzeichnungen, Lagerzeichnungen und Schlachtordnungen. Ihnen können Beschreibungen, Belagerungstagebücher, Befehle und Kapitulationsurkunden beigefügt sein.
Eine Besonderheit sind circa 200 Karten vom Amerikanischen Unabhängigkeitskrieg ab 1775, in dem auf englischer Seite Söldner aus verschiedenen deutschen Territorien eingesetzt wurden. Das Hessische Korps stellte mit Abstand das größte Truppenkontingent und verfügte auch als einziges über einen eigenen Kartenoffizier. An den Karten lässt sich etwa der Zustand der Stadt New York um 1776 ablesen oder die militärischen Operationen im Unabhängigkeitskrieg verfolgen. Ein anderes Beispiel sind Manöverpläne aus der Umgebung von Berlin, an denen die Stadtentwicklung von Berlin nachvollzogen werden kann.
Sämtliche Wilhelmshöher Kriegskarten sind über Internet abrufbar, siehe Weblinks.